# Antoine Le Bailly
Pour les articles homonymes, voir Bailly.
Ne doit pas être confondu avec Antoine Bailly.
Antoine François Lebailly dit Antoine Le Bailly, né le 3 avril 1756 à Caen et mort le 13 janvier 1832 dans l'ancien 10e arrondissement de Paris, est un librettiste et un fabuliste français.

## Biographie
Antoine Le Bailly est l’auteur de quelques opéras, mais il est surtout connu pour ses fables, dont on a dit[Qui ?] qu’elles prenaient rang après celles de La Fontaine et de Florian.
Après avoir exercé la profession d'avocat, il vint à Paris, se lia avec Court du Gébelin et cultiva les lettres. Il se fit une réputation dans la fable où il a des saillies et des traits de bonhomie, où il est simple sans être trivial, mais manque de variété dans l’expression. Plusieurs de ses fables pèchent par la longueur. L’une des plus connues et des meilleures a pour titre  Les Métamorphoses du singe.
Un premier recueil parut sous le titre du Fables nouvelles, suivies de poésies fugitives (Paris, 1784, in-12 ; un second sous celui de Fables nouvelles (Ibid., 1814, in-12). Dans une troisième édition (1823, in-8°), Le Bailly remplaça les vers de l’épilogue à la louange de Napoléon par des vers en l’honneur des Bourbons.
On a encore de lui Corisandre, comédie-opéra (Paris, 1792, in-4°) ; Diane et Endymion, opéra (Ibid., 1814, in-12) ; le Procès d’Ésope avec les animaux, comédie en un acte, en vers et un prose (Paris, 1812, in-12) ; le Gouvernement des animaux, poème ésopéen (Ibid., 1816, in-8°) ; Arion, ou le pouvoir de la musique (Ibid. , 1817, in-8°) ; la Chute des Titans, ou le retour d’Astrée, cantate à l’occasion du sacre de Charles X (Ibid., 1825, in-8°), etc.

## Famille
- Sa fille, Adèle Le Bailly, signe la fable L'Aigle et l'Abeille[3] dans le recueil Fables russes : tirées du recueil de M. Kriloff et imitées en vers français et italiens par divers auteurs publié en 1825[4].
- Son cousin, Armand Lebailly (1838-1864), homme de lettres et poète romantique.

## Œuvres
Opéras et cantates
- Gustaf Wasa, tragédie lyrique en 3 actes lue et reçue par le Comité de régie de l'Opéra le 4 juin 1790, musique de Naumann. Inédit et non représenté.
- Corisandre, ou les Fous par enchantement, comédie-opéra en 3 actes avec le comte de Linières, d'après La Pucelle d'Orléans de Voltaire, musique d'Honoré Langlé, créé à l'Académie royale de musique le 8 mars 1791, repris le 8 décembre 1795 et le 12 juin 1798. Représenté également au Grand-Théâtre de Bordeaux en 1795. À Paris, imprimerie de P. de Lormel en 1791, à Genève la même année[5], et de nouveau à Paris, chez Leduc en 1798[6].
- Soliman et Éronyme, ou Mahomet II, opéra, musique d'Honoré Langlé, reçu en 1792. Inédit et non représenté.
- Hercule au mont Oëta, tragédie lyrique en 2 actes, poème reçu par le jury du théâtre des Arts le 21 frimaire an IX (12 décembre 1800). Inédit et non représenté[7].
- Le Mariage secret de Vénus, opéra, reçu en 1801. Inédit et non représenté.
- Calisto, opéra, reçu en 1802. Inédit et non représenté.
- Le Choix d’Alcide, opéra-ballet en un acte, musique d'Honoré Langlé, reçu en 1802. Paris, Brasseur aîné, 1811. in-8. Non représenté.
- Les Amants napolitains, ou la Gageure indiscrète, comédie-opéra en 3 actes et en vers, adaptation française du livret de Cosi fan tutte de Mozart, reçu en 1809. Inédit et non représenté[8].
- L'Amour vengé, opéra, reçu en 1812. Inédit et non représenté.
- Œnone, opéra en 2 actes, musique de Christian Kalkbrenner, créé au théâtre de l'Académie impériale de musique le 26 mai 1812. Paris, Ballard imprimeur de l'Académie impériale de musique, 1812[9].
- Diane et Endymion, opéra-ballet en 2 actes, reçu en 1814. Non représenté.
- Arion, ou le Pouvoir de la musique, cantate à deux parties sur une musique parodiée de Mozart. Paris, Testu, s.d. Non représentée.
- La Chute des Titans et le Retour d'Astrée, cantate adressée, à l'occasion du sacre, à sa Majesté Charles X, roi de France et de Navarre. Paris, chez A. Nepveu, 1825[10]. Non représentée.

Fables et varia
- Fables nouvelles, suivies de poésies fugitives, in-12, chez Cailleau imprimeur-libraire à Paris en 1784. Rééditées en 1811, 1813 et 1823.
- Les Surprises, comédie en un acte et en vers, 1786.
- Vie de Le Franc de Pompignan, Petite bibliothèque des théâtres, tome 17, 1788.
- Le Charadiste de société, ou recueil de charades nouvellement composées sur tous les substantifs français. Paris, Desenne et Martinet, in-12, An XI-1803. Réédité en 1809 et 1810.
- Notice sur les ouvrages de feu Grainville, membre de plusieurs académies, Paris, 1806, in-8°.
- L’Oracle du destin, ou les Héraclides, allégorie sur la naissance de S.M. le roi de Rome. Paris, imprimerie de Brasseur aîné, 22 mars 1811[11].
- Fables de M.A.F. Le Bailly suivies du choix d’Alcide, apologue grec mis en action pour la scène. Paris, chez Joseph Chaumerot libraire, 1811. in-8.
- Le Procès d'Ésope avec les animaux, comédie en un acte en vers et en prose, 1812.
- Fables de M. Le Bailly suivies du Gouvernement des animaux, ou l’Ours réformateur, poème ésopique divisé en cinq fables, Paris, imprimerie de Testu, 1816. Réédition Paris, J. L. J. Brière, 1823.
- La Pipée. Fable, précédée d’une épître à M. le chev. A. D***… sur les agréments de sa maison de campagne., Paris, Pierre Didot, 1819. in-12.
- Hommages poétiques à La Fontaine, choix de pièces en vers, composées en l’honneur de ce fabuliste, in-12°, 1821.
- La Chute des Titans, ou le Retour d’Astrée, cantate adressée, à l'occasion du sacre, à Sa Majesté Charles X, roi de France et de Navarre. Paris, A. Neveu, 1825.
- Histoire de l'apologue, avec A. S. Noël inspecteur général de l'Université, Paris, 1828. 3 volumes in-4.

## Hommage
- Une rue de Caen, près de l'abbaye aux Hommes, porte son nom.

## Pour approfondir